# 7º Gruppo autonomo caccia terrestre
Il 7º Gruppo autonomo caccia terrestre è stato un gruppo di volo caccia, inquadrato nel 1º Stormo caccia terrestre della Regia Aeronautica.

## Storia

### I guerra mondiale
Il VII Gruppo aeroplani da ricognizione per l'artiglieria del Corpo aeronautico militare del Regio Esercito, fu creato il 30 aprile 1916 al campo di aviazione di Verona-Tombetta composto dalla 46ª Squadriglia Farman per la 1ª Armata al comando del maggiore Giulio Costanzi. 
Il 19 giugno il reparto si sposta al Campo di aviazione di Trissino e a luglio riceve la 49ª Squadriglia.
Il 1º gennaio 1917, il VII Gruppo si localizza a Nove di Bassano ed il 10 aprile riceve la 48ª Squadriglia ed una Sezione della 113ª SAML a Feltre
Il 10 maggio passa sotto il Comando della 6ª Armata (Regio Esercito) di Bassano con la 32ª Squadriglia, 49^, 79ª Squadriglia e 26ª Squadriglia in addestramento cedendo la 48^ e la 46^. 
In estate la 26ª è formata ed arriva la 50ª Squadriglia, il 14 settembre la 33ª Squadriglia ed il 20 settembre la 62ª Squadriglia Savoia-Pomilio SP.4 e la 115ª Squadriglia.
In autunno il comando passa al Magg. Amedeo De Sanctis alla dipendenze del Comando Truppe Altipiani per passare poi al comando del Tenente Colonnello Glauco Visconti ricevendo in novembre la 2ª Sezione della 139ª Squadriglia.
Il 10 dicembre cede la 79^, 115^ e 139^ restando con la 26ª Savoia-Pomilio SP.3, 32^ Farman e 33^ S.P.3 tornando al comando di De Sanctis.
All'inizio del 1918 arriva la 3ª Sezione della 24ª Squadriglia sempre a Nove di Bassano ed il 4 marzo torna sotto la 6ª Armata.
Il 10 marzo arriva una sezione dell'83ª Squadriglia caccia ed il 13 marzo il Gruppo è trasferito sul Campo di aviazione di San Pietro in Gu per lasciare il posto alle squadriglie francesi. 
A maggio arriva la 2ª Sezione SVA ed il 4 ottobre cede la 83^ ricevendo il 25 ottobre la 136ª Squadriglia Pomilio.

### Il dopoguerra
Al termine delle ostilità in dicembre ritorna la 83^ e perde la 136^.
Nel 1919, dopo l'inizio della chiusura delle unità dispone della 32ª, 83ª e 2ª Sezione SVA ed in aprile la 32^ e 118ª Squadriglia entrambe su SVA 10 a Fossalunga.
Il 1º agosto viene trasformato in Gruppo da Ricognizione per Artiglieria con sede ad Aiello del Friuli con la 31ª Squadriglia SVA 10 di Bolzano, 32^ SVA 10 dell'Aeroporto di Udine-Campoformido, 38ª Squadriglia Pomilio PE a Zaule di Muggia e 39ª Squadriglia PE e Fiat R.2 di Aiello.
Dopo la nascita della Regia Aeronautica del marzo del 1923, fu costituito il VII Gruppo Autonomo Caccia, sull’aeroporto di Ciampino Sud.
Dal 30 maggio 1924 era all'aeroporto di Ciampino con la 73ª Squadriglia e 74ª Squadriglia inquadrato nel 1º Stormo Caccia Terrestre e nell'autunno dello stesso anno aveva la 76ª Squadriglia caccia, 84ª Squadriglia e 91ª Squadriglia fino al dicembre 1925.
Il 25 dicembre 1925 entra nel 2º Stormo con le Squadriglie 76ª, 84ª, 86ª e 91ª sui Fiat C.R.1 e Nieuport 29.
il 10 gennaio 1927 il Gruppo esce dallo Stormo per diventare autonomo.
Nel maggio 1928 il gruppo viene incorporato nell'8º Stormo.
Nel 1929 passa al comando del maggiore Amedeo Mecozzi ed alla fine dell'anno adotta i nuovi Fiat C.R.20.
Nel 1930 fu trasformato prima in VII Gruppo Autonomo da Caccia, con sede nell'aeroporto di Ciampino. Dal 1934 con le Squadriglie 76^, 86^ e 98^ entrò a far parte del 5º Stormo d’Assalto, ricevendo poi i Caproni A.P.1 per l'86ª e 98ª Squadriglia ed alcuni aerei presero parte alla guerra di Spagna.

### II guerra mondiale
Al 10 giugno 1940, lo scoppio della seconda guerra mondiale, era al comando del Mag. Marcello Fossetta, dotato di Breda 88 lince, partecipò alle operazioni aeree contro la Francia meridionale dall'aeroporto di Campiglia Marittima con la 76ª (2 BA 88), 86^ (1 BA 88) e 98ª Squadriglia (1 BA 88) nel 5º Stormo Combattimento dell'8ª Brigata Aerea Astore della 3ª Squadra aerea, per poi essere trasferito in agosto a Derna (Libia), per essere impiegato nei cieli della Tripolitania e della Cirenaica e poco dopo sciolto. Venne ricostituito nel gennaio del 1941 sulla base dell'Aeroporto di Palermo-Boccadifalco, con la 76ª, 86ª e 98ª Squadriglia, nel marzo del 1941, venne inserito nel 54º Stormo CT, con i Macchi MC-200 Saetta. Passato alle dipendenze del 54º Stormo prese parte nell'aprile successivo alle operazioni aeree legate all'Invasione della Jugoslavia con 22 MC 200 dall'Aeroporto di Treviso-Sant'Angelo e successivamente, nell'agosto 1941 tornò in Libia fu trasferito sulle basi aeree siciliane, per scorta ai convogli sul Canale di Sicilia. Transitato sui nuovi velivoli Macchi MC-202, dall’aprile al maggio 1943 si trasferì in Tunisia rientrando, con i pochi superstiti, sull’aeroporto di Castelvetrano dove fu sciolto.